# FANTASTIC ILLUSION
「FANTASTIC ILLUSION」(ファンタスティック イリュージョン)は、i☆Risの19枚目のシングル。2019年8月28日にDIVE II entertainmentから発売された。

## 概要
表題曲「FANTASTIC ILLUSION」はテレビアニメ『手品先輩』のオープニングテーマとして起用されており、2019年に入って3枚目のシングルとなる。『i☆Ris』が同年に3枚以上のシングルをリリースするのは2016年振り。さらに全曲が深夜アニメのタイアップ楽曲となっている。
2021年3月31日に澁谷梓希がi☆Risを卒業したことから、6人体制としては最後のシングルとなった。

## 収録曲

### 通常盤
1. FANTASTIC ILLUSION[3:57]
作詞・作曲:Motokiyo
テレビアニメ『手品先輩』オープニングテーマ
2. Thank you forever![4:50]
作詞・作曲:馬渕直純
3. FANTASTIC ILLUSION(Instrumental)
4. Thank you forever!(Instrumental)

CD+DVD盤DVD
1. FANTASTIC ILLUSION -Music Video-
2. FANTASTIC ILLUSION -Off Shot Movie-

### 手品先輩盤
1. FANTASTIC ILLUSION
2. Thank you forever!
3. FANTASTIC ILLUSION -TV ver.-[0:59]
4. FANTASTIC ILLUSION(Instrumental)
5. Thank you forever!(Instrumental)